# Hetaeria rostrata
Hetaeria rostrata är en orkidéart som beskrevs av Johannes Jacobus Smith. Hetaeria rostrata ingår i släktet Hetaeria och familjen orkidéer. Inga underarter finns listade i Catalogue of Life.